# فاضل موسائيف
فاضل موسائيف (Fozil Musaev) (مواليد 2 يناير 1989) هو لاعب كرة قدم. يلعب مع منتخب أوزبكستان لكرة القدم.

## وصلات خارجية
- فاضل موسائيف على موقع الاتحاد الدولي (مؤرشف)  (الإنجليزية)
- فاضل موسائيف على موقع رابطة كرة القدم اليابانية للمحترفين (اليابانية)
- فاضل موسائيف على موقع قاعدة بيانات كرة القدم.إي يو (الإنجليزية)
- فاضل موسائيف على موقع ناشيونال فوتبول تيمز (الإنجليزية)
- فاضل موسائيف على موقع Soccerway.com (الإنجليزية)
- فاضل موسائيف على موقع عالم كرة القدم.نت (الإنجليزية)
- National Football Teams